# Відродження (газета)
«Відро́дження» — чернівецька обласна суспільна газета, заснована в 1993 році Чернівецькою обласною організацією Всеукраїнського товариства політичних в'язнів і репресованих.

## Історія
Перший номер газети «Відродження» вийшов у квітні 1993 року. Її першим головним редактором був голова ЧОО ВУТПВіР Олексій Білецький. Пізніше головними редакторами були політики і громадські діячі Теофіла Якубович і Костянтин Катеринчук, поет Георгій Шевченко, історик Іван Фостій, а з 1997 року — голова міської організації ЧОО ВУТПВіР Ілля Мар'янчук.
Цього ж року після публікації критичних матеріалів про голову Чернівецької обласної державної адміністрації Георгія Філіпчука, який офіційно просив патріарха Філарета замінити галичанина Митрополита Данила (відтоді постійного автора газети) на буковинця, ЧОО ВУТПВіР погодилося уступити засновництво Буковинському крайовому братству святого Апостола Андрія Первозваного, голова якого Василь Козьмик з того часу бере активну участь у фінансуванні друку, літературному редагуванні публікацій та визначенні тематики.
З 2002 року видавцем газети є редакція газети «Відродження» — підприємство, засноване на власності об'єднання громадян Буковинського крайового братства святого Апостола Андрія Первозваного.
Видання позиціонує себе як «Народний двотижневик для мудрих людей».

## Тематика публікацій
Газета з перших номерів друкує матеріали на теми репресій, історії та краєзнавства, широко висвітлює актуальні політичні процеси, життя церков, окремі соціальні, культурні та спортивні події. Газета надрукувала багато літературних творів, автори яких не тільки місцеві (зокрема Олег Сенчик, Георгій Шевченко, Анна Мазуркевич (псевдонім), Василь Стрілець (псевдонім), Омелян Столяр, Ілія Васелович, Михайло Стасюк, Неля Коротчук), а й з інших областей України, як Олекса Різників і багато інших письменників. Злободенні політичні ситуації висвітлено в публікаціях Святослава Караванського й Аскольда Лозинського зі США. Не цурається редакція й передруковувати цікаві статті, наприклад киянки Ольги Пугач із газети «Культура і життя», та навіть книги. У 2024 році друкується повість Євгенії Ярошинської «Перекинчики».